# Dmytro Masurtschuk
Dmytro Walerijowytsch Masurtschuk (ukrainisch Дмитро Валерійович Мазурчук, * 19. Januar 1999, Oblast Ternopil, Ukraine) ist ein ukrainischer Nordischer Kombinierer.

## Karriere
Er nahm am Europäischen Olympischen Winter-Jugendfestival 2015 in Vorarlberg und Liechtenstein teil. Er startete im Wettbewerb der Nordischen Kombination und belegte dabei nach dem Springen von der größten Schanze des Montafoner Schanzenzentrums den 30. Platz. Im Langlauf konnte er sich um einen Platz verbessern. Im selben Jahr nahm er auch an den Nordischen Junioren-Skiweltmeisterschaften teil, wo er in beiden Einzelwettbewerben startete und die Wettbewerb auf dem 40. bzw. 42. Platz beendete.
Bei den Nordischen Junioren-Skiweltmeisterschaften 2016 verbesserte er seine Ergebnisse aus dem Vorjahr und belegte in den beiden Einzelwettbewerben den 20. bzw. 21. Platz. Seine ersten Punkte im Continental Cup konnte er am 18. Dezember 2016 in der deutschen Stadt Klingenthal gewinnen. Nach dem Springen in der Vogtland Arena belegte er den 23. Platz und fiel im Langlauf auf den 29. Platz zurück. Damit sammelte er zwei Punkte für die Gesamtwertung im Continental Cup.
Bei den Nordischen Junioren-Skiweltmeisterschaften 2017 belegte er in den beiden Einzelwettbewerben den 29. bzw. 28. Platz. Beim Continental Cup in Eisenerz belegte er mit seinem 13. Platz zum ersten Mal einen Platz unter den besten 15. Gemeinsam mit Wiktor Passitschnyk nahm er an den Nordischen Skiweltmeisterschaften 2017 in Lahti teil. Nachdem er in den Einzelwettbewerben nur Plätze am Ende des Feldes belegt hatte, startete er gemeinsam mit Wiktor Passitschnyk im Team-Sprint und mussten das Rennen durch Überrundung auf dem 14. und letzten Platz beenden.
Am 13. Januar 2018 startete er erstmals in einem Team-Wettbewerb im Weltcup der Nordischen Kombination. Beim Weltcup in Val di Fiemme startete er gemeinsam mit Wiktor Passitschnyk im Team-Sprint und belegten dabei den 16. Platz.
Bei den ukrainischen Meisterschaften in der Nordischen Kombination 2019 gewann Masurtschuk den Meistertitel im Teamwettbewerb. Im Februar 2020 gewann er zudem den Meistertitel von der Mittelschanze im Skispringen.